# Finger (protocolo)
Para el uso aeroportuario del término, véase Pasarela de acceso a aeronaves.
El servicio finger es un protocolo que proporciona información de los usuarios de una máquina, estén o no conectados en el momento de acceder al servicio. Tiene asignado el puerto de red 79, pudiendo emplear los protocolos TCP y UDP, si bien el primero es más usual.

## Ejemplo
Para acceder a la información de usuario, se utiliza la aplicación finger desde un cliente, dándole como argumento un nombre de máquina precedido del símbolo `@' y, opcionalmente, de un nombre de usuario (finger sobre el sistema local no utiliza el servicio de red).
En el primer caso, finger nos dará datos generales de los usuarios conectados en ese momento a la máquina, y en el segundo nos informará con más detalle del usuario especificado como parámetro, esté o no conectado: nombres de usuario, hábitos de conexión, cuentas inactivas.

## Problemas de seguridad
El protocolo Finger ha sido una de las principales fuentes de problemas del sistema operativo Unix, ya que los crackers utilizan la información proporcionada por Finger para iniciar un ataque de ingeniería social en el sistema de seguridad de una compañía.